# 마케팅 믹스
마케팅 믹스(영어: marketing mix)란 일정한 환경적 조건과 일정한 시점 내에서 여러 가지 형태의 마케팅 수단들을 경영자가 적절하게 결합 내지 조화해서 사용하는 전략을 의미한다. 즉, 어떠한 제품에 사용된 모든 마케팅 전략의 집합체를 조정, 구성하는 일이다. 마케팅 믹스라는 용어는 미국 미시간 주립 대학의 교수인 E. 제롬 맥카시 교수 가 1960년 처음 소개하였다. E. 제롬 맥카시 교수는 회사가 그들의 타깃 고객층을 만족시키기 위해서 제품(Product), 가격(Pricing), 장소(Place), 촉진(Promotion)으로, 크게 4가지로 나뉘는 마케팅 전략을 적절하게 섞어서 사용한다고 주장하였다. (Basic Marketing, 1960) 결국 마케팅 믹스는 '마케팅을 통해 제품을 잘 팔려면 이를 위해 필요한 핵심 요소들을 골고루 신경써야 한다'라는 메시지를 전달하기 위해 탄생한 개념이다.  
2차 세계대전의 승전국이자 아무 피해도 입지 않은 미국에게 1950년대는 호황기였다. 중산층으로 진입하는 인구는 대규모로 늘어났고, 소비자들의 구매력은 충분해졌다. 그 결과, 사람들은 더 나은 집과 가전 제품, 자동차를 그들의 충분한 구매력을 이용해서 선택하게 되었고, 전통적인 제조업 회사들은 이러한 고객의 니즈를 만족시켜야 더 높은 입지와 성공이 보장되었다. 그렇기 때문에 경쟁은 치열해졌고, 고객을 제품의 구매에 이르게 하는 마케팅의 개념은 어느 때보다 중요해졌다. 그렇기 때문에 다양한 마케팅 전략을 전체적으로 조정, 구성하는 것을 연구하는 전략인 마케팅 믹스는 1960년대 특히 그 시점에 고객의 욕구를 만족시키는 것을 간절히 찾던 기업들에게 반드시 참고 및 연구해야 할 핵심 전략이었다. 그 당시부터 50여년이 지난 현재까지도 마케팅 믹스는 마케팅 관련 분야에 중요하게 다루어져야 할 핵심 개념으로 자리잡았으며, 수많은 관련 도서와 실무에서 많은 연구와 활용이 시도된다. (The Evolution of Marketing, 2010)
E. 제롬 맥카시 교수가 소개한 마케팅 믹스는 당시 마케팅 전략의 분류와 연구가 체계적으로 되어 있지 않고 마케팅이라는 개념 자체가 생소했던 도입기이기 때문에, 특정 회사가 사용하게 될 네 가지 전략의 분류와 소개가 대부분이다. 즉 4P 전략을 카테고리별로 나누어서 소개해 둔 것으로, 결합 부분은 깊이 다루고 있지 않다. 하지만 50년이 지난 현재에서는 각 사업 또는 회사의 성격이 전통적인 제조업에서 벗어난 형태가 많으며, 마케팅에 대한 연구 역시 매우 많이 진행되었다. 특히 현재 사회에서는 운송수단, 미디어의 혁신적인 변화로 전통적인 마케팅 믹스의 구성요소의 중요도의 차이가 매우 커졌기에 과거의 4P 개념의 단순 적용은 무리가 있다. 현재에는 오히려 이 구성 요소들을 어떻게 결합시켜서 소비자에게 접근하느냐가 관심거리이다. 현대의 여러 학자들의 의견에서는 마케팅 믹스의 구성요소를 전통적인 마케팅의 요소인 4P로만 나누는 것이 다원화된 현대 사회에 알맞지 않기 때문에, 그것을 개량해서 보다 소비자에게 친숙한 구성요소로 이루어져 있고 인터넷 마케팅에서 특히 중시되는 네 가지 요소인 4C(Cost, Convenience, Consumer, Communication)로,(매일경제용어사전, 2014) 현대 비즈니스에서 기존의 4P 못지않게 중요해진 요소인 과정(Process), 물리적 근거(Physical evidence), 사람(People)의 세 요소를 4P에 보완해서 만들어낸 7P 등으로 구성요소를 확장해서 정의하고 그것의 활용이 널리 쓰여지고 있다(학문명백과, 2014).

## 4P: 전통적 분류 (1960년 ~ , Marketing 1.0)
- Promotion (촉진)

기업이 마케팅 목표 달성을 위하여 사용하는 광고, 인적판매, 판매촉진, PR, 직접 마케팅 등의 수단으로 대중들의 원활한 의사소통을 기반으로 구매를 이끌어내는 유인 기법을 말한다
- Place (장소)

기업이 특정 물품의 판매를 촉진하기 위해서 활용하는 공간의 단순한 배치를 넘어서, 고객과의 접촉을 이루어지게 하는 전체적인 유통경로의 관리를 포함하는 공급사슬 관리이다.
- Price (가격)

기업이 특정 물품의 가치(Value)를 가장 객관적이며 수치화된 지표로 나타내는 전략이다. Skimming(가격을 높게 잡는 고가화 전략), Penetrating(가격을 낮게 잡는 침투전략), EDLP(Every Day Low Price), Competitive Pricing(경쟁사와의 관계를 이용하는 가격 전략) 등이 있다.
- Product (제품)

단순히 제품이나 서비스를 생산하는 것 이외에 그 제품이 줄 수 있는 종합적인 혜택(Benefit)을 통틀어서 이르는 것이다. 디자인, 브랜드, 상징, 보증, 상품 이미지 등을 폭넓게 포함하고 그것을 관리하는 전략이다. (Contemporary Business, 2010)

## 4C: 구매자 측 시점 (1993년 ~ , Marketing 2.0)
로버트 로터본이 1993년에 구매자 측 시점에 의한 「4C」 분류방법을 소개했다. 이것은 4P가 판매자 측의 시점에서 파악되어 있어 소비자의 시점으로 다시 파악한 것이다. 4C이론은 소비자로부터 시작된 IMC가 놓인 프레임워크로써 만들어졌다. 코틀러식 관점에서 보면 이 시대의 마케팅을 "마케팅 2.0"이라고 정의하며, 4개의 C는 Consumer(소비자의 요구나 요구)또는 Customer solution또는 Customer Value(고객 솔루션 또는 고객 가치), Customer cost(소비자가격), Convenience(유통의 편리성), Communication(의사소통)이다.
4C는 다음과 같다.
- Consumer(소비자의 요구 또는 상품) 또는 Customer solution(고객 솔루션) 또는 customer value(소비자 가치)
- Customer cost(소비자가격)
- Communication(커뮤니케이션)
- Convenience(유통의 편리성)

## 4C: 양측 공생의 시점(1973년 ~ , Marketing 3.0)
스티브 잡스가 구매자의 수요를 선점하여 모두가 기대하고 필요로 하던 상품을 출시한 것처럼 오늘날 판매자 구매자 양측이 함께 할 공생(공동가치창조)의 시점이 중요하다. 기업과 소비자, 국가와 국가, 인간과 자연이 함께 하는 공생 마케팅 또는 공동 마케팅(w:Co-marketing: Commensal marketing, Symbiotic marketing) 믹스 요인이 또 하나의 4C이다. (1972년도 와세다 대학교 상학연구과 석사 논문 발췌) 이는 코틀러의 관점, "마케팅 3.0"에 상당하는 결과이다. 4C는 아래와 같다.
- Commodity: 상품 (라틴어의 원뜻은 commodus: 함께 편리한)

그저 제작하여 판매하는 프로덕트 아웃(product out)이 아니라 기업과 소비자가 함께 만드는(Co·creation) 상품, 생활 필수품을 만들면 최근 코모디티화(Commodity)에 대한 걱정은 없다.
- Cost: 비용(원뜻은 constare: 함께 희생하다)

제품 가격 만으로 경쟁을 하기에는 다소 무리가 있다. 생산·판매 비용뿐 아니라 환경을 토대로 한 사회적 비용도 포함시켜야 한다. 기본적 비용만으로는 무리가 따른다.
- Communication:

커뮤니케이션 (원뜻은 communico: 함께 의미를 갖는다)
프로모션의 카테고리만으로는 충분치 않다, 동북아시아를 발전시키고 있는 것은 커뮤니케이션이다. 광고, 판촉, PR, 홍보, CI, 인적 판매, 기업내 커뮤니케이션, SNS(소셜 미디어), MIS등이 있다.
- Channel:

유통 경로(원뜻은 canalis: 운하)
판매처 뿐만 아니라 상품의 유통이 중요하다. 판매처가 아닌 유통경로의 경우 실제점포와 인터넷상의 쇼핑몰등의 점포와의 융합도 포함된다.
이상의 마케팅 믹스(w: Marketing mix)의 4C를 탑재한 공생 마케팅(w: Co-marketing) 프레임워크가 "7Cs COMPASS MODEL"이다

## 같이 보기
- 포지셔닝
- 마케팅 전쟁전략(영어판)
- w:Marketing mix
- w:Co-marketing

## 참고 문헌
1. McCarthy, Jerome E. (1960). Basic Marketing. A Managerial Approach. Homewood, IL: Richard D. Irwin.
2. D. Steven White. (2010). The Evolution of Marketing.
3. Louis E. Boone / David L. Kurtz. (2010). Contemporary Business, 13th edition.
4. Schultz, Don E; Tannenbaum, Stanley I; Lauterborn, Robert F (1993), Integrated marketing communications, NTC Business Books.
5. Koichi Shimizu (1989) "Advertising Theory and Strategies," (Japanese) first edition, Souseisha Book Company in Tokyo. (ISBN4-7944-2030-7 C3034 P3980E) pp.63–102.
6. Koichi Shimizu (2014) "Advertising Theory and Strategies,"(Japanese) 18th edition, Souseisha Book Company (ISBN4-7944-2132-X C3034) pp.63–102.
7. Koichi Shimizu (2003)"Symbiotic Marketing Strategy,"(Japanese) 4th edition, Souseisha Book Company (ISBN4-7944-2158-3 C3034) pp.25–62.
8. Brian Solis(2011) Engage!: The Complete Guide for Brands and Businesses to Build, Cultivate, and Measure Success in the New Web, John Wiley & Sons, Inc. pp.201–202.
9. E. Jerome McCarthy (1975)”Basic Marketing: A Managerial Approach," fifth edition, Richard D. Irwin, Inc., p.37.
10. 최천규. (2014). 학문명백과: 사회과학, 마케팅.
11. 시미즈 코우이치 「광고 매체 모델에서의 노출 처리 개발」 1972년도 와세다 대학교 상학 연구과 석사 논문.